# Ixora congestiflora
Ixora congestiflora là một loài thực vật có hoa trong họ Thiến thảo. Loài này được Delprete mô tả khoa học đầu tiên năm 2008.